# Ann Ward
Ann Ward, ameriški fotomodel, * 1991, Dallas, Teksas, ZDA.
Ann je znana kot zmagovalka 15. sezone resničnostnega šova America's Next Top Model (Ameriški super model). Zmaga ji je prinesla pogodbo z največjo modno agencijo na svetu, IMG Models in kozmetično hišo CoverGirl. Dobila je tudi največjo nagrado v zgodovini tega resničnostnega šova in sicer predstavitev v največji modni reviji na svetu, Vogue Italia, poleg tega pa je prejela še dodatno predstavitev in naslovnico v lepotni izdaji italijanskega Voguea. Ann je tekom tekmovanja navdušila sodnike, v prvih petih tednih je bila vedno na prvem mestu, saj so bile njene fotografije vedno hvaljene kot primerne za Vogue Italia. Slabše ji je šlo v tednih, ko je bilo treba pokazati svojo osebnost, saj je izjemno sramežljiva. V predfinalnem tednu je bila za finale izbrana prva, Tyra Banks pa je komentirala, da jo je v tem tednu več kot navdušila in da naj počne še naprej enake stvari, kot jih je počela v tem tednu, ko je prvič snemala motion editorial. Tekom tekmovanja ni osvojila nobenega izziva. Njena zmaga bi morala biti v ZDA razkrita šele 1. decembra 2010, a jo je podjetje Covergirl v javnost po nesreči poslalo že 19. novembra 2010.
Njena predstavitev v italijanskem Vogueu je bila objavljena v marčevski številki leta 2011. Namesto obljubljenih dveh strani jih je dobila kar pet. Njena naslovnica in predstavitev v lepotni ediciji italijanskega Voguea je izšla v majski številki istega leta.
V finalu 16. sezone je hodila na modni reviji Vivienne Westwood.